# Argens-Minervois
Argens-Minervois település Franciaországban, Aude megyében. Lakosainak száma 375 fő (2022. január 1.). Argens-Minervois Lézignan-Corbières, Roubia, Tourouzelle és Olonzac községekkel határos.

## Népesség
A település népességének változása:
| Lakosok száma | 232  | 218  | 293  | 369  | 365  | 352  | 347  | 355  | 355  | 375  |
|               | 1968 | 1982 | 1990 | 2006 | 2013 | 2015 | 2017 | 2019 | 2020 | 2022 |